# فرهنگ مردم هواشناسی

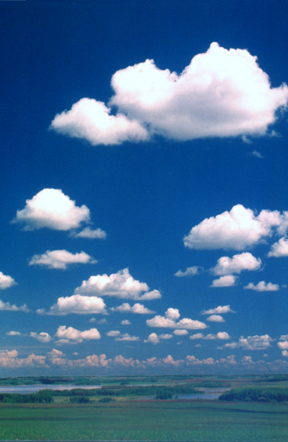
Cumulus humilis نشان‌دهنده یک روز خشک در پیش است.

فرهنگ مردم هواشناسی (به انگلیسی: Weather lore)، مجموعه‌ای از فولکلور غیررسمی مربوط به پیش‌بینی آب و هوا و معنای بزرگ‌تر آن است.
امروزه بیشتر اطلاعات هواشناسی را می‌توان در ضرب‌المثل‌ها یافت. با این حال، بسیاری از فانتزی‌های هواشناسی هنوز در تقویم فصلی امروزی رایج است، با ذکر روزهای سالانه قدیسان، گذشت ماه‌ها و پیش‌بینی‌های آب و هوا که از رفتار جانوران انجام می‌شود. ایجاد نشانه‌های نجومی در اساطیر بابلی را نیز می‌توان به مطالعه ستارگان و ارتباط آن با علم هواشناسی نسبت داد.
واژۀ لور (lore) به معنی فرهنگ و دانش بومی و سنتی مردم است.

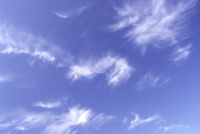
ابر پرسا رطوبت را در ارتفاع بالا نشان می‌دهد، که نشان‌دهنده رسیدن هوای نمناک است.

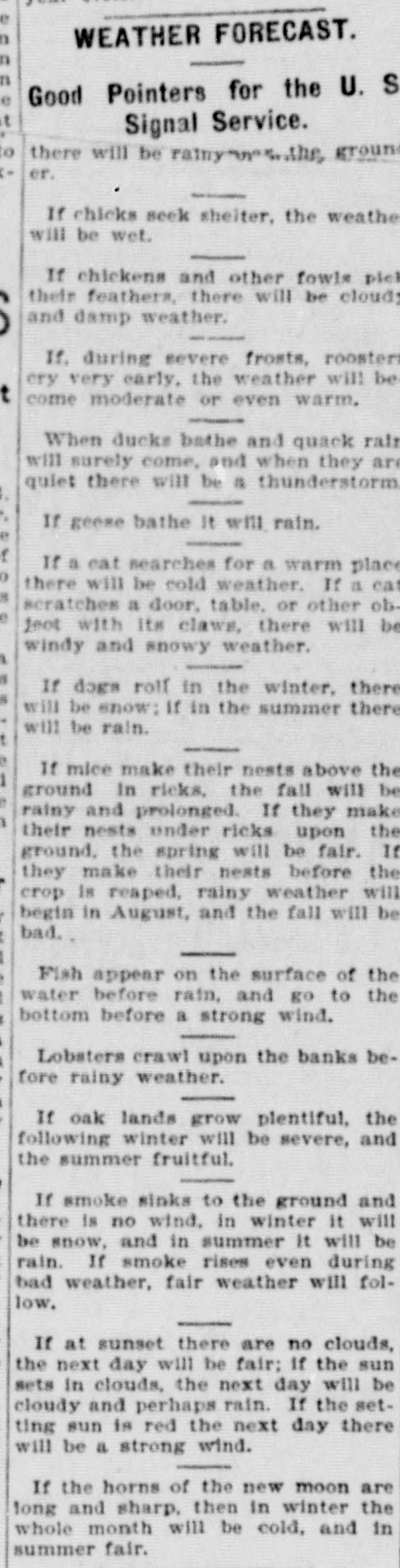
نمونه‌های مختلف اطلاعات هواشناسی از سال ۱۸۹۹